# Univers fini de Friedmann
 (septembre 2024).
Parmi les nombreux modèles cosmologiques de notre Univers, le modèle d’univers fini de Friedmann occupe une place à part parce qu'il est historiquement l'un des premiers à avoir fourni une image physiquement cohérente du cosmos dans le cadre de la nouvelle théorie de la relativité générale d'Einstein.
De plus, sa simplicité intrinsèque et sa richesse font de lui le modèle idéal pour aborder la cosmologie moderne[non neutre]. Cette page est destinée à le présenter en détail. Elle fournira aussi la définition de paramètres cosmologiques importants tels que la constante de Hubble ou la densité critique et servira d'introduction aux problèmes cruciaux de la cosmologie moderne comme le problème de la platitude ou le problème de l'horizon. L'univers fini de Friedmann a une valeur pédagogique précieuse.

## Introduction
Le modèle d'univers de Friedmann est le plus simple des modèles cosmologiques satisfaisant aux équations d'Einstein. Conçu en 1922 par Alexander A. Friedmann, ce modèle revêt une importance historique et conceptuelle considérable.
C'est le premier en effet qui a permis à la science d'analyser le cosmos de façon physiquement cohérente en donnant par exemple un sens à la notion de taille, d'âge et de contenu en matière-énergie de l'Univers. En outre, ce modèle prédisait un phénomène dont personne ne pouvait à l'époque (vers 1920) soupçonner l'existence, à savoir l'expansion de l'espace. En observant que toutes les galaxies s'éloignaient de la nôtre, Hubble confirma une dizaine d'années plus tard la réalité de cette expansion et prouva du même coup la justesse de la nouvelle théorie de la relativité générale. En remontant le temps en arrière, cette expansion impliquait qu'à l'origine notre Univers était infiniment condensé, une situation qui conduisait inéluctablement à l'idée du Big Bang. Enfin, également pour la première fois, la science apportait une réponse à la question immémoriale des limites de l'Univers, ce qui constituait un succès extraordinaire de la réflexion humaine. Le modèle homogène fini représente en effet un espace-temps qui, doté de la « courbure » que lui imprime la masse qu'il contient, est dénué de frontières. Il n'est pas contenu dans un espace extérieur : il constitue à lui seul tout temps et tout espace.
On ne peut toutefois pas aisément visualiser cette situation, car notre espace n'a que trois dimensions alors qu'on traite un objet mathématique abstrait : un espace à quatre dimensions.
Bien qu'incomplet, le modèle d'univers de Big Bang homogène fini a initialisé toutes les découvertes cosmologiques modernes et leur a servi de cadre. D'autre part, même s'il n'est accepté aujourd'hui que par un nombre restreint de cosmologues — mais parmi eux, il y a des noms célèbres comme celui de John Wheeler — les autres préférant le modèle infini, le modèle fini possède les propriétés principales des univers issus d'un Big Bang, contient tous les points où la théorie rencontre des difficultés et se révèle suffisant à la fois pour comprendre les grandes lignes de la structure de l'Univers et pour poser les problèmes actuels auxquels se trouve confrontée la cosmologie.

## La métrique FLRW

On peut décrire la surface d'une sphère en coordonnées sphériques, impliquant uniquement le rayon et deux paramètres angulaires : et. En généralisant ce concept à quatre dimensions, on peut construire une métrique de l'univers.

Pour rendre justice aux cosmologues qui ont contribué après Friedmann à développer le modèle homogène fini satisfaisant aux équations de la théorie de la gravitation d'Einstein, on nomme métrique de Friedmann-Lemaître-Robertson-Walker celle qui permet de décrire la géométrie de l'espace-temps de l'univers homogène et isotrope de Friedmann. Dans la théorie d'Einstein, cette géométrie est entièrement décrite par ce que l'on appelle la métrique de l'espace-temps.
Par définition, la métrique donne la « distance », entendue au sens de la relativité restreinte, entre deux événements infiniment voisins. Si on repère un événement par ses quatre coordonnées spatio-temporelles {\displaystyle (t,x,y,z)}, alors la distance relativiste entre deux événements dont les coordonnées diffèrent de {\displaystyle \mathrm {d} t}, {\displaystyle \mathrm {d} x}, {\displaystyle \mathrm {d} y}, {\displaystyle \mathrm {d} z} est donnée par :
{\displaystyle \mathrm {d} s^{2}=-\mathrm {c} ^{2}\mathrm {d} t^{2}+\mathrm {d} x^{2}+\mathrm {d} y^{2}+\mathrm {d} z^{2}~}
en choisissant d'exprimer les distances en unités de temps, c'est-à-dire en secondes, ce que l'on fait couramment en astronomie. La formule permettant de passer des centimètres aux secondes est s (en secondes) = s (en centimètres)/c, où c est la vitesse de la lumière, soit 3×1010 cm/s.
Il est facile d'écrire la métrique d'un univers courbe homogène à trois dimensions en généralisant le calcul de la distance entre deux points voisins d'une surface courbe à deux dimensions. En se plaçant en coordonnées cartésiennes {\displaystyle (x,y,z)}, la surface à deux dimensions d'une sphère à trois dimensions de rayon {\displaystyle a} est décrite par l'équation :
{\displaystyle x^{2}+y^{2}+z^{2}=a^{2}~}
On peut représenter cette surface sphérique à deux dimensions, en coordonnées polaires, à l'aide des deux paramètres angulaires, appelés latitude et longitude, notés respectivement {\displaystyle \theta } et {\displaystyle \phi }, sous la forme classique :
{\displaystyle {\begin{cases}x=a\sin \theta \cos \phi \\y=a\sin \theta \sin \phi \\z=a\cos \theta \end{cases}}}
On a par ailleurs la métrique euclidienne spatiale :
{\displaystyle \mathrm {d} s^{2}=\mathrm {d} x^{2}+\mathrm {d} y^{2}+\mathrm {d} z^{2}~}
On peut réécrire cette métrique en utilisant la paramétrisation donnée ci-dessus :
{\displaystyle \mathrm {d} s^{2}=a^{2}\left(\mathrm {d} \theta ^{2}+\sin ^{2}\theta \,\mathrm {d} \phi ^{2}\right)~}
De façon similaire, notre propre espace (courbe, homogène, à trois dimensions) peut être considéré comme l'hypersurface à trois dimensions d'une boule à quatre dimensions et de rayon a. Une telle boule est l'ensemble des points solutions dont les coordonnées sont liées par l'équation :
{\displaystyle x^{2}+y^{2}+z^{2}+w^{2}=a^{2}~}

À la surface (courbe) de la Terre, un jardin « suffisamment petit » peut paraître plat. Ce n'est plus vrai s'il présente des dimensions non négligeables devant le rayon de courbure de la Terre.

On peut donc représenter notre espace à trois dimensions, en coordonnées polaires, à l'aide de trois paramètres angulaires {\displaystyle \theta }, {\displaystyle \phi } et {\displaystyle \chi } sous la forme :
{\displaystyle {\begin{cases}x=a\sin \chi \sin \theta \cos \phi \\y=a\sin \chi \sin \theta \sin \phi \\z=a\sin \chi \cos \theta \\w=a\cos \chi \end{cases}}}
On en déduit la métrique spatiale :
{\displaystyle \mathrm {d} s^{2}=a^{2}\left(t\right)\left[\mathrm {d} \chi ^{2}+\sin ^{2}\chi \left(\mathrm {d} \theta ^{2}+\sin ^{2}\theta \,\mathrm {d} \phi ^{2}\right)\right]~}
Les paramètres angulaires {\displaystyle \theta } et {\displaystyle \phi } servent à fixer la direction du point considéré tandis que l'angle {\displaystyle \chi } fixe sa distance radiale. Le long d'une ligne de visée donnée ({\displaystyle \mathrm {d} \phi =\mathrm {d} \theta =0}), on voit que la distance radiale élémentaire entre deux points est de la forme {\displaystyle \mathrm {d} s=a(t)\mathrm {d} \chi }, la même que celle donnant sur un cercle ordinaire de rayon {\displaystyle R} la longueur {\displaystyle \mathrm {d} s} de l'arc d'angle au centre {\displaystyle \mathrm {d} \chi }, à savoir {\displaystyle \mathrm {d} s=R\mathrm {d} \chi }.
La métrique relativiste de l'espace-temps homogène et isotrope FLRW s'écrit finalement :
{\displaystyle \mathrm {d} s^{2}=-\mathrm {d} t^{2}+a^{2}\left(t\right)\left[\mathrm {d} \chi ^{2}+\sin ^{2}\chi \left(\mathrm {d} \theta ^{2}+\sin ^{2}\theta \,\mathrm {d} \phi ^{2}\right)\right]~}
où {\displaystyle a} est une longueur à laquelle on peut donner le nom de « rayon de l'univers ». Toutefois il faut prendre conscience du fait que ce rayon est celui d'une sphère à quatre dimensions et qu'on ne peut donc pas le visualiser. En revanche le paramètre {\displaystyle a} est une vraie longueur, qui s'exprime donc en secondes (ou plutôt en dizaines de milliards d'années pour notre Univers). La signification physique de cette longueur {\displaystyle a} est de donner l'échelle de distance à partir de laquelle la courbure se manifeste. En effet de même qu'un petit jardin à la surface de la Terre est comme plat (on pourrait désigner cette proposition comme le théorème du jardin), de même une portion d'espace très petite devant le rayon {\displaystyle a} ne manifestera pas de courbure.
Cette forme de la métrique suppose que l'on a accepté avec Einstein la condition de fermeture de l'Univers (l'univers fini est aussi appelé univers fermé), en refusant comme physiquement inconséquente la solution d'un univers infini (dit aussi ouvert). Incidemment, dans le cas infini les fonctions trigonométriques sont remplacées par des fonctions hyperboliques, la métrique prenant alors la forme :
{\displaystyle \mathrm {d} s^{2}=-\mathrm {d} t^{2}+a^{2}\left(t\right)\left[\mathrm {d} \chi ^{2}+\sinh ^{2}\chi \left(\mathrm {d} \theta ^{2}+\sinh ^{2}\theta \mathrm {d} \phi ^{2}\right)\right].}

## Variation du rayon de l'univers avec le temps

En traçant comme fonction de et en prenant pour unité sur les deux axes la quantité on observe une cycloïde.

La dynamique de la géométrie de l'univers est déterminée par la loi de variation du rayon {\displaystyle a} de l'univers avec le temps {\displaystyle t}, une loi que l'on déduit des équations d'Einstein sous la forme paramétrique très simple suivante :
{\displaystyle {\begin{cases}a={\frac {A}{2}}\left(1-\cos \eta \right)\\t={\frac {A}{2}}\left(\eta -\sin \eta \right)\end{cases}}}
La signification physique du paramètre angulaire {\displaystyle \eta } sera donnée à la section suivante. Précisons tout de suite que la forme de ces équations correspond au cas où la contribution de la matière domine le contenu total en masse-énergie de l'univers, la densité de rayonnement pouvant alors être ignorée. On parle d'un univers « dominé par la matière ».
La courbe exprimant {\displaystyle a} en fonction de {\displaystyle t} s'appelle une cycloïde. C'est la courbe engendrée par le point d'un cercle de rayon {\displaystyle A} roulant sans glisser sur un axe et dont l'angle de rotation {\displaystyle \eta } augmente progressivement. On voit que le rayon {\displaystyle a} part de zéro, passe par un maximum égal au paramètre {\displaystyle A} pour {\displaystyle \eta =\pi } et revient de façon symétrique à la valeur 0 pour {\displaystyle \eta =2\pi }. Ainsi cet univers de Friedmann subit successivement expansion puis contraction. Autrement dit il va du Big Bang au Big Crunch en passant par une phase d'expansion maximale. Après l'anéantissement de l'univers de Friedmann au Big Crunch, il n'y a aucun sens à parler de cycles postérieurs d'expansion-contraction car à l'effondrement ultime le temps lui-même disparaît (dans le modèle d'Einstein le temps est partie constitutive de l'univers et il n'existe donc pas de temps absolu pouvant servir de référence extérieure). C'est à proprement parler la fin des temps.
On voit sur les équations que le paramètre {\displaystyle A} représente le rayon de l'univers dans sa phase d'expansion maximale. Il est remarquable que ce paramètre caractérise entièrement l'univers et en détermine l'évolution. C'est dire son importance. Nous verrons plus loin que {\displaystyle A} mesure aussi (en unités convenables) la masse totale de l'univers. Notons que la durée de vie totale d'un univers de Friedmann de masse {\displaystyle A}, obtenue en prenant {\displaystyle \eta =2\pi } dans l'équation donnant {\displaystyle t}, est
{\displaystyle T=\pi A\ .}
Il atteint son expansion maximale à l'âge {\displaystyle {\frac {\pi A}{2}}}.
On remarque encore que la vitesse d'expansion d'un univers de Friedmann diminue avec le temps. L'expansion est décélérée (symétriquement la contraction est accélérée). On calcule facilement le terme d'accélération à partir des équations paramétriques sous la forme:
{\displaystyle {\frac {\mathrm {d} ^{2}a}{\mathrm {d} t^{2}}}=-{\frac {2}{A}}\cdot {\frac {1}{\left(1-\cos \eta \right)^{2}}}\equiv -{\frac {1}{a\left(1-\cos \eta \right)}}}

## Loi de Hubble
Dire que le rayon d'un univers de Friedmann augmente avec le temps signifie que l'espace lui-même est en expansion. D'après les formules ci-dessus exprimant la position d'une galaxie en coordonnées polaires, la distance en quelque sorte « instantanée » d'une galaxie repérée par sa coordonnée angulaire radiale {\displaystyle \chi } (laquelle ne change pas au cours du temps : c'est une coordonnée dite comobile) est :
{\displaystyle r=a\chi \ .}
De cette formule on tire immédiatement une loi de Hubble exprimant que la vitesse de récession d'une galaxie est proportionnelle à sa distance. En effet, en définissant cette vitesse de récession à la façon classique comme le rapport {\displaystyle w} de la variation {\displaystyle \mathrm {d} a} de distance au temps {\displaystyle \mathrm {d} t}, on obtient de façon triviale :
{\displaystyle w={\frac {\mathrm {d} \left(a\chi \right)}{\mathrm {d} t}}=\chi {\frac {\mathrm {d} a}{\mathrm {d} t}}=\chi \cdot a\cdot {\frac {1}{a}}\cdot {\frac {\mathrm {d} a}{\mathrm {d} t}}}
ce qui s'écrit bien :
{\displaystyle w=Hr~}
avec
{\displaystyle H={\frac {1}{a}}\cdot {\frac {\mathrm {d} a}{\mathrm {d} t}}\ .}
Les équations paramétriques exprimant {\displaystyle a} et {\displaystyle t} en fonction de {\displaystyle \eta } conduisent immédiatement à la formule suivante donnant la valeur de la constante de Hubble dans un univers de Friedmann :
{\displaystyle H={\frac {2}{A}}{\frac {\sin \eta }{\left(1-\cos \eta \right)^{2}}}\ .}

## Distance de l'horizon cosmologique
Quelle est l'interprétation physique de l'angle {\displaystyle \eta } ? En dérivant l'équation donnant le temps {\displaystyle t} en fonction du paramètre {\displaystyle \eta } on obtient la relation très simple
{\displaystyle \mathrm {d} t=a\,\mathrm {d} \eta \ .}
Cette forme est celle de l'expression {\displaystyle \mathrm {d} s=a(t)\mathrm {d} \chi } écrite plus haut liant la longueur infinitésimale {\displaystyle \mathrm {d} s} à la variation {\displaystyle \mathrm {d} \chi } de la coordonnée angulaire radiale {\displaystyle \chi } le long d'une ligne de visée.
Puisque nous mesurons les distances en temps de lumière, la quantité de gauche {\displaystyle \mathrm {d} t} représente la distance parcourue par un photon pendant le temps {\displaystyle \mathrm {d} t}. Le terme de droite correspond à cette même distance exprimée maintenant à l'aide de la différentielle dη de la coordonnée angulaire {\displaystyle \eta } sur une hypersphère de rayon {\displaystyle a}. Comme plus haut, raisonnons par analogie avec le cas d'une surface sphérique à deux dimensions dans notre espace ordinaire à trois dimensions. Un mobile partant du pôle nord le long d'un grand cercle à la vitesse {\displaystyle v} parcourt la distance {\displaystyle v\mathrm {d} t} pendant le temps {\displaystyle \mathrm {d} t}. Sur une terre de rayon {\displaystyle R} l'arc représentant le trajet effectué peut aussi s'exprimer par {\displaystyle R\mathrm {d} \eta }, où {\displaystyle \mathrm {d} \eta } est le déplacement en latitude {\displaystyle \eta }. On a donc :
{\displaystyle v\,\mathrm {d} t=R\,\mathrm {d} \eta \ .}
La formule est exactement la même dans notre espace courbe à trois dimensions, considéré comme l'hypersurface d'un hypervolume sphérique à quatre dimensions (il suffit de remplacer {\displaystyle v} par 1 et {\displaystyle R} par {\displaystyle a}). Le paramètre {\displaystyle \eta } représente la coordonnée radiale angulaire d'un photon issu de l'origine. On peut désigner ce paramètre {\displaystyle \eta } sous le nom de « distance paramétrique angulaire ». C'est l'équivalent (pour un photon) du paramètre angulaire radial {\displaystyle \chi } introduit dans la section sur la métrique. En effet, en reprenant l'expression de cette métrique FLRW le long du trajet radial d'un photon ({\displaystyle \mathrm {d} \phi =\mathrm {d} \theta =0}) et en écrivant que l'intervalle {\displaystyle \mathrm {d} s} est nul, comme il se doit pour tout photon honnête, on obtient bien {\displaystyle \mathrm {d} t=a\mathrm {d} \chi }.
Si {\displaystyle a} était constant et égal à {\displaystyle R}, on aurait tout simplement sur un intervalle de temps fini {\displaystyle t=R\eta } ou {\displaystyle \eta =t/R}. Lorsque {\displaystyle a} est fonction de {\displaystyle t}, on a soit {\displaystyle t} en fonction de {\displaystyle \eta } donné par la formule paramétrique ci-dessus, soit {\displaystyle \eta } en fonction de {\displaystyle t} par l'intégrale
{\displaystyle \eta \left(t\right)=\int _{0}^{t}{\frac {\mathrm {d} t}{a\left(t\right)}}}
Le paramètre {\displaystyle \eta } a une interprétation physique encore plus fondamentale. Un photon issu de l'origine (le point où nous nous trouvons, disons le pôle nord) parcourt l'arc {\displaystyle \mathrm {d} \eta } dans le temps {\displaystyle \mathrm {d} t} et par conséquent l'arc total {\displaystyle \eta (t)} au bout du temps {\displaystyle t}. Réciproquement nous ne voyons autour de nous au temps {\displaystyle t} que les photons qui ont voyagé pendant un temps inférieur à {\displaystyle t} et qui sont issus de points dont la distance paramétrique angulaire est inférieure à {\displaystyle \eta (t)}. Puisque par définition l'horizon cosmologique est la limite entre la partie observable de l'univers et sa partie inaccessible, nous pouvons énoncer :
C'est lorsque le paramètre {\displaystyle \eta } vaut {\displaystyle \pi } que l'univers est entièrement exploré, l'horizon cosmologique ayant atteint le point le plus éloigné, appelé anticentre (le pôle sud en quelque sorte si l'origine est vue comme le pôle nord). C'est aussi, nous l'avons noté, l'instant où l'univers atteint sa taille maximale, avec un rayon {\displaystyle a=A}, au temps {\displaystyle {\frac {\pi A}{2}}}.
La « distance » de l'horizon cosmologique en un point lorsque l'univers a l'âge {\displaystyle t} peut s'exprimer sous différentes formes, selon la définition utilisée et le contexte. La plus simple est évidemment de dire que les photons issus de l'horizon ont voyagé pendant un temps {\displaystyle t}. Ils ont donc parcouru la « vraie distance » {\displaystyle t}. La distance en coordonnée comobile angulaire est {\displaystyle \eta (t)}, que nous avons définie précédemment : elle est très commode à manipuler. Enfin, si on imaginait que l'expansion s'arrête brutalement au temps {\displaystyle t}, la distance « instantanée » de l'horizon cosmologique serait a(t) η (t) mais cette quantité n'a pas grande valeur physique pratique.
Des formules donnant la loi de Hubble, on peut trouver l'expression de la pseudo-vitesse de récession whorizon à la distance de l'horizon cosmologique. Nous venons de dire en effet que cet horizon est situé à la distance paramétrique angulaire χ = η, de sorte que l'on obtient sans peine
{\displaystyle w_{\text{horizon}}=\eta \,{\frac {\sin \eta }{1-\cos \eta }}\ .}
Il est intéressant de remarquer que cette pseudo-vitesse peut devenir supérieure à la vitesse de la lumière. Par exemple pour η = 1 on trouve que {\displaystyle w}horizon vaut 1,8 — c'est-à-dire 1,8 c en unités conventionnelles. Ce résultat nous montre que l'horizon cosmologique dans un univers de Friedmann n'est pas l'endroit où la vitesse de récession devient égale à la vitesse de la lumière, comme il est indiqué parfois à tort dans des ouvrages de vulgarisation.

## Tous les univers de Friedmann naissent «plats»
La courbure des univers de Friedmann, de tous les univers de Friedmann, est indétectable au cours des premiers temps de leur évolution. Autrement dit, tous les univers de Friedmann naissent « plats ». Ce fait avéré, décrit notamment par Misner, Thorne et Wheeler, n'est pas pris en compte par les cosmologues, puisque ceux-ci déclarent que la platitude de notre propre Univers serait extrêmement particulière et supposerait un réglage d'une précision inconcevable des conditions initiales. Cette affirmation est loin d'être anodine puisqu'elle constitue la base du funeste principe anthropique[réf. nécessaire]. Sous quelle forme ce problème se présente-t-il dans le cadre des modèles de Friedmann ?

### Le terme de «courbure» spatiale
Dans la théorie d'Einstein la gravitation se traduit par une courbure de l'espace-temps. Les masses induisent la courbure tandis que la courbure régit le mouvement des masses (lesquelles suivent les géodésiques de l'espace-temps). Les masses fixent la géométrie de l'espace-temps tandis que la courbure de ce dernier détermine la cinématique des particules libres (photons ou matière). En vérité l'équation d'Einstein consiste très exactement à écrire que le tenseur de courbure (qui décrit la géométrie) est égal au tenseur d'énergie-impulsion (qui décrit le contenu en matière-énergie de l'univers).
Dans le cas d'un univers homogène et isotrope les équations tensorielles, qui dans le cas général sont multiples et complexes, se simplifient considérablement et se résument essentiellement à l'équation unique suivante (écrite en « unités géométrisées ») :
{\displaystyle {\frac {6}{a^{2}}}\left({\frac {\mathrm {d} a}{\mathrm {d} t}}\right)^{2}+{\frac {6}{a^{2}}}=16\pi \rho }
dans laquelle ρ est la densité de masse-énergie (sous toutes ses formes).
Le premier terme de gauche de cette équation, qui contient la dérivée du rayon a de l'univers par rapport au temps t, mesure la façon dont la taille de l'espace évolue avec le temps (et par conséquent mesure la variation temporelle des distances mutuelles entre galaxies). En fait la quantité (1/a)(da/dt) est égale par définition de celle-ci à la constante de Hubble. Le second terme de gauche mesure la courbure intrinsèque de l'univers, correspondant à sa partie spatiale, comme s'il était statique. C'est ce terme qui fait l'objet de cette section. D'abord c'est son signe qui distingue un univers fini, fermé, d'un univers infini, ouvert. Dans le cas infini en effet l'équation d'Einstein est la même que ci-dessus sauf que le terme 6 /a2 est précédé du signe « - ». Ensuite le point notable est qu'aux premiers temps de l'univers, lorsque {\displaystyle \scriptstyle t\ll {A}\,,} ce terme de courbure est extraordinairement petit devant le premier, celui qui mesure l'expansion. On voit en effet que le rapport du premier au second est égal à (da/dt)2, terme qui tend vers l'infini lorsque t tend vers zéro comme le montrent les équations de la cycloïde a(t). Autrement dit, en sens inverse, on pourra toujours trouver une époque t à laquelle le rapport de la courbure spatiale à la courbure dynamique soit aussi petit que l'on désire. C'est le but de cette section d'examiner les conséquences physiques de cette situation.
Lorsque l'univers est dominé par la matière, de sorte que l'on puisse ignorer les photons de lumière (et la pression de rayonnement qui en résulte) on montre que le produit de la densité ρ de masse-énergie par le volume total de l'univers (volume égal à 2π2 a3) est constant. (Qualitativement le comportement de la courbure est le même dans le cas où c'est le rayonnement qui domine.) On peut donc écrire
{\displaystyle 2\pi ^{2}a^{3}\rho =M\ ={\text{constante}}.}
La quantité M, produit d'un volume par ce que les astrophysiciens appellent improprement une « densité de matière », est en quelque sorte l'équivalent d'une masse et, bien que le concept de masse totale d'un univers fermé soit en toute rigueur dénué de signification physique, dans le contexte de cet article il est commode de considérer M comme représentant la masse de l'univers. Cependant il est plus correct, et plus fécond, de définir la quantité A par la formule
{\displaystyle A={\frac {4M}{3\pi }}\,}
en mesurant les masses en secondes (voir la section consacrée aux unités). Quand on utilise cette quantité A le calcul montre qu'on tombe sur la solution paramétrique que nous avons indiquée. En sens inverse, il est immédiat de vérifier qu'en utilisant cette solution pour a et t l'équation d'Einstein est bien vérifiée. Dans ce contexte la signification physique de la quantité A devient alors bien plus claire puisque A, nous l'avons vu, représente le rayon de l'univers au maximum de son expansion. Incidemment, on constate que A mesure aussi l'échelle de temps d'évolution de l'univers, t devenant de l'ordre de A dès que η n'est plus tout petit, ce qui confère à A le statut d'une espèce d'« âge de maturité » de l'univers, une notion qui, contrairement à celle de rayon maximum, de masse ou de durée de vie, a l'avantage de pouvoir s'étendre au cas infini.
En utilisant ce paramètre A, qui caractérise entièrement, redisons-le, un univers de Friedmann, l'équation d'Einstein prend la forme très simple :
{\displaystyle \left({\frac {\mathrm {d} a}{\mathrm {d} t}}\right)^{2}+1={\frac {A}{a}}~\ .}
Pour un univers infini on aurait {\displaystyle \scriptstyle (\mathrm {d} a/\mathrm {d} t)^{2}-1=A/a}. Mais dans les deux cas, pour des temps t voisins de 0, cette équation se ramène à {\displaystyle \scriptstyle (\mathrm {d} a/\mathrm {d} t)^{2}=A/a} puisque le terme de gauche comme le terme de droite tendent vers l'infini de sorte que le terme unité, quel que soit son signe ne compte pas par rapport à eux.
En conclusion, tant que l'âge d'un univers de Friedmann n'a pas atteint une fraction notable de son « âge de maturité » A, le terme de courbure spatiale reste indécelable. En particulier il est physiquement impossible de distinguer le signe de cette courbure et donc de faire la différence entre univers fini et univers infini.

### La densité critique
Dans la littérature on a pris l'habitude d'écrire l'équation d'Einstein d'une autre façon en conservant comme variable la densité ρ et en introduisant une quantité baptisée « densité critique ». De quoi s'agit-il?
Reprenons l'équation d'Einstein initiale. Comme nous avons défini plus haut la constante de Hubble H par :
{\displaystyle H={\frac {1}{a}}{\frac {\mathrm {d} a}{\mathrm {d} t}}\,,}
en divisant les deux membres de cette équation par H2 on obtient la forme :
{\displaystyle 1+\left({\frac {\mathrm {d} a}{\mathrm {d} t}}\right)^{-2}={\frac {\rho }{\rho _{c}}}~}
où la quantité ρc est définie par :
{\displaystyle \rho _{c}={\frac {3H^{2}}{8\pi }}\ .}
Cette quantité ρc est appelée la densité critique de l'univers à l'instant considéré. On peut remarquer que le terme de « densité » qui est lui appliqué ne correspond pas à sa nature, puisque la quantité en question est en réalité à un facteur numérique près le carré de la constante de Hubble, c'est-à-dire le carré du taux d'expansion de l'espace. En général on dénote par  Ω (Oméga) le rapport de la densité réelle ρ à cette pseudo-densité critique ρc. On a donc :
{\displaystyle \Omega ={\frac {\rho }{\rho _{c}}}=1+\left({\frac {\mathrm {d} a}{\mathrm {d} t}}\right)^{-2}\ .}
Comme la vitesse d'expansion (da/dt) tend vers l'infini lorsque t tend vers 0, on voit immédiatement que pour tous les univers le paramètre Ω est égal à 1 à l'origine, avec une précision aussi grande que l'on veut (il suffit de considérer des temps suffisamment petits). La dernière équation montre en outre que pour un univers fini Ω est toujours supérieur à 1. Au contraire pour un univers infini, le second terme de droite est précédé du signe « - », de sorte que {\displaystyle \scriptstyle \Omega =1-(\mathrm {d} a/\mathrm {d} t)^{-2}~}, et Ω est donc inférieur à 1.
À l'aide des formules précédentes et de celles donnant a et t en fonction paramétrique de η on trouve aisément que pour un univers fini de Friedmann :
{\displaystyle \rho =(3/8\pi a^{2})\left[1+(\mathrm {d} a/\mathrm {d} t)^{2}\right]=(3/\pi A^{2})(1-\cos \eta )^{-3}~.}
On trouve encore que :
{\displaystyle \Omega ={\frac {2}{1+\cos \eta }}\ ,}
expression qui montre que sauf au voisinage de η = π, c'est-à-dire au moment de la phase médiane d'expansion maximale de l'univers, Ω reste de l'ordre de l'unité, ce qui signifie que la densité réelle s'ajuste constamment au carré du taux d'expansion.
En conclusion, dans le cadre d'un modèle de Friedmann (qu'il soit d'ailleurs fini ou infini) il n'y a aucun ajustement extraordinairement précis, du type de celui qui est invoqué parfois pour notre propre Univers, entre la densité réelle et la « densité critique » puisque  tous les univers sans exception démarrent leur évolution avec une valeur de Ω égale à l'unité. Cette circonstance n'est que la traduction des équations d'Einstein imposant que la courbure de l'univers (ici la courbure dynamique) soit égale à la densité de masse énergie. Il est interdit de changer la densité seule sans toucher à la structure de l'espace. De plus nous retrouvons avec ce formalisme le fait qu'à l'origine univers ouverts et univers fermés sont indiscernables. Dans les deux cas le paramètre Ω vaut 1, avec une précision aussi grande que désirée à condition de prendre des temps suffisamment petits.
Certes mathématiquement parlant, même proche de l'unité, Ω est supérieur à 1 dans le cas fini, et inférieur dans le cas infini, mais cela ne résulte évidemment pas d'un choix sur Ω (ou sur la densité). C'est le type d'univers qui détermine les propriétés de Ω, pas l'inverse. Si l'univers est fini au départ, il le reste. S'il est infini, il le reste.
Incidemment dans un modèle de Friedmann le paramètre Ω mesure également la décélération de l'Univers. Les expressions de (d2 a / dt2) et Ω conduisent en effet à la formule
{\displaystyle \Omega =-2a\,(\mathrm {d} ^{2}a/\mathrm {d} t^{2})(\mathrm {d} a/\mathrm {d} t)^{-2}~}

### Interprétation physique
Au Big Bang qui lui donne naissance et aux premiers temps de son évolution, la courbure d'un univers de Friedmann est indétectable : on ne peut déterminer ni le signe ni la valeur de la courbure (6 / a2). Quel est le phénomène physique qui conduit à une telle particularité ?
L'explication est simple : pour être en mesure de détecter la courbure d'un espace (qu'il soit à deux ou à trois dimensions) il faut pouvoir explorer une région assez étendue, en gros de l'ordre du rayon de courbure (mais la taille exigée dépend aussi de la précision demandée). Si la profondeur de la région d'univers explorée est trop petite devant le rayon de courbure, l'univers paraîtra « plat » (c'est ce que nous appelions plus haut le « théorème du jardin », dans une dénomination non homologuée). Or aux premiers instants d'un univers de Friedmann, c'est exactement la situation qui se présente car l'expansion de l'espace — mesurée par la constante de Hubble — est si rapide que les photons de lumière n'ont pas eu le temps d'atteindre des régions suffisamment éloignées. L'espace visible autour d'un point est trop restreint pour que la courbure puisse se manifester. Le jardin a un volume si petit qu'il paraît plat.
Algébriquement parlant, la quantité t qui représente, nous l'avons vu, la distance temporelle à l'horizon, et donc la taille de la partie visible de l'univers, est beaucoup plus petite que le rayon de courbure a. Mathématiquement,
On peut facilement s'en convaincre sur les expressions de t et a puisque, pour de petites valeurs de η, t est de l'ordre de η3 tandis que a est de l'ordre de η2. (Il est vrai qu'aux premiers instants de l'univers les expressions données ici ne sont pas valables car elles supposent que c'est la matière qui domine le contenu en matière-énergie, alors que juste après le Big Bang c'est le rayonnement qui est prépondérant. Néanmoins les résultats restent qualitativement justes car dans le cas où le rayonnement domine le rapport (t/a) est aussi de l'ordre de η.)
Cette caractéristique des univers de Friedmann, de paraître plats (dénués de courbure) à leur naissance, va nous conduire directement à la  question de la déconnexion causale des points de l'espace, à laquelle est consacrée la section suivante.

## Séparation causale des différents points
D'un point d'un univers de Friedmann, un observateur ne voit qu'une partie limitée de la totalité de cet univers. En effet à l'époque t la partie accessible se limite aux galaxies dont la lumière a eu le temps de parvenir jusqu'à lui. La séparation entre partie visible et partie invisible est constituée par l'horizon cosmologique, dont la distance temporelle est évidemment égale à t. Nous avons vu aussi que la distance à l'horizon cosmologique s'exprimait de façon très simple en fonction du paramètre angulaire de distance radiale η. En effet, en coordonnées angulaires, la distance à l'horizon est tout simplement égale à ce paramètre η. Cet angle mesure la profondeur d'espace accessible, exactement comme un voyageur parti du pôle nord le long d'un méridien mesurerait par la latitude le chemin qu'il aurait parcouru.
La coordonnée radiale angulaire est d'autant plus commode qu'il s'agit d'une coordonnée « comobile », c'est-à-dire indépendante de l'état d'expansion de l'univers (de même, si la Terre voyait son rayon augmenter ou diminuer, la latitude et la longitude d'une ville ne changeraient pas). Cet angle varie entre 0 et π et si on supposait que l'univers de Friedmann était figé au rayon a, alors la distance de l'origine au point de coordonnée radiale η serait tout simplement a η. 
Au cours du temps, il est clair que l'horizon cosmologique avance puisque cet horizon marque (on pourrait dire matérialise) le paramètre η. La partie visible de l'univers augmente donc, relativement à l'univers entier, au fur et à mesure de l'évolution. 
Mais si on examine la situation en remontant le temps sens inverse, on tombe sur un paradoxe étonnant. En effet, aux premiers instants de l'univers la distance de l'horizon cosmologique tend vers zéro (puisque η tend vers zéro). Par conséquent nous aboutissons à la conclusion selon laquelle les différents points d'un univers de Friedmann sont causalement déconnectés les uns des autres à l'origine des temps. C'est ce que l'on appelle le problème de la causalité ou problème de l'horizon. Problème, car on ne voit pas comment parler d'un ensemble dont les points ne se connaissent pas entre eux, et problème d'autant plus aigu que l'Univers est homogène à grande échelle.
Des cosmologues modernes ont inventé l'inflation cosmique pour résoudre ce paradoxe, mais on peut dire aussi que la contradiction mise en évidence ne fait que traduire l'impossibilité pour ce modèle d'appréhender la construction et la naissance des univers. En effet une théorie permettant une telle analyse devrait inclure à la fois la théorie cosmique de la relativité générale et la théorie quantique de l'atome, ce qui est entre autres l'objet et l'enjeu des théories du « tout », dont les théories des cordes, encore à l'état d'ébauches.

## Question d'unités
Le fait d'utiliser un système d'unités dans lequel la vitesse de la lumière c et la constante de la gravitation G valent l'unité (autrement dit disparaissent des formules) conduit à des formules plus simples à manipuler d'un point de vue mathématique, ainsi que le montrent les équations écrites ci-dessus. En conformité avec le choix de Wheeler, nous pourrions désigner ces unités sous le nom d'unités « géométrisées ». Mais cette façon de faire peut déconcerter plus d'une personne, surtout celles qui auraient la louable habitude de mener leurs calculs en étant attentives à l'homogénéité des formules et à la signification physique des termes manipulés. Voici donc quelques pistes pour jongler avec les systèmes d'unités employés en cosmologie.
Avant de continuer, précisons que nous emploierons comme unités « ordinaires », conventionnelles celles du système CGS : la seconde, le centimètre et le gramme. Ce choix est le fruit d'une longue habitude en astronomie et ne présente aucun inconvénient dans la mesure où ces unités dérivent immédiatement par une simple puissance de dix des unités du Système international.
Il est également courant, en cosmologie, d'établir des équivalences entre des quantités physiques apparemment différentes, mais liées — en particulier, mais pas uniquement, par la lumière. Dans ce système d'unités, les facteurs disparaissent, et on peut écrire des égalités directes, par exemple entre un temps et une distance. On propose ici quelques conversions élémentaires, en indiquant les unités en indice et en parenthèses.

### Distances et durées
Soit une distance r, mesurée en centimètres. La conversion en unités de temps (secondes) se fait par la relation :
{\displaystyle r_{\rm {(s)}}={\frac {r_{\rm {(cm)}}}{c_{\rm {(cm.s^{-1})}}}}}
avec c la vitesse de la lumière en unités CGS, c'est-à-dire environ 3.1010 cm.s-1. Il s'agit alors du temps qu'il a fallu à la lumière pour parcourir cette distance. La conversion est réversible :
{\displaystyle r_{\rm {(cm)}}=c\times r_{\rm {(s)}}}
Ainsi la distance de la Terre au Soleil est-elle environ 150 millions de kilomètres, soit :
- 1,5×1013 cm ;
- 500 s = 8,33 minutes-lumière.

De même, la distance qui nous sépare de la galaxie d'Andromède est d'environ 2,5 millions d'années-lumière, une année valant approximativement 3×107 secondes.

### Masses, durées et distances
En ce qui concerne les unités de masse, nous devons naturellement introduire la constante de la gravitation universelle :
{\displaystyle G=6,67\times 10^{-8}\ \mathrm {cm^{3}.s^{-2}.g^{-1}} }
Prenons par exemple la formule donnant la vitesse v d'un mobile en orbite circulaire de rayon R autour d'une masse M, à savoir :
{\displaystyle v^{2}={\frac {GM}{R}}}
La masse est de même dimension que le rapport Rv²/G, ce qui permet de tracer un lien entre l'unité de masse et celle des autres grandeurs :
{\displaystyle M_{\rm {(g)}}=R_{\rm {(cm)}}\cdot \left[v_{\rm {(cm.s^{-1})}}\right]^{2}/G_{\rm {(cm^{3}.s^{-2}.g^{-1})}}}
En utilisant les relations pour les distances, on a :
{\displaystyle M_{\rm {(g)}}=\left(c^{3}/G\right)\cdot \left(v/c\right)^{2}R_{\rm {(s)}}}
formule qui montre qu'on passe d'une masse en secondes à une masse en grammes en multipliant par la quantité {\displaystyle {\frac {c^{3}}{G}}}, et réciproquement. Ainsi, on peut simplement mesurer une masse en unités de temps, la conversion étant donnée par l'une des deux formules suivantes :
{\displaystyle M_{\rm {(s)}}={\frac {G}{c^{3}}}M_{\rm {(g)}}\qquad {\text{;}}\qquad M_{\rm {(g)}}={\frac {c^{3}}{G}}M_{\rm {(s)}}}
avec
{\displaystyle {\frac {G}{c^{3}}}=2,5\times 10^{-39}\ \mathrm {s\,g} ^{-1}\qquad {\text{;}}\qquad {\frac {c^{3}}{G}}=4,0\times 10^{38}\ \mathrm {g\,s} ^{-1}}
La masse M peut encore s'exprimer en unités de distance, c'est-à-dire en centimètres, les formules de transformation étant :
{\displaystyle M_{\rm {(cm)}}={\frac {G}{c^{2}}}M_{\rm {(g)}}\qquad {\text{;}}\qquad M_{\rm {(g)}}={\frac {c^{2}}{G}}M_{\rm {(cm)}}}
avec
{\displaystyle {\frac {G}{c^{2}}}=7,4\times 10^{-29}\ {\rm {cm\,g}}^{-1}\qquad {\text{;}}\qquad {\frac {c^{2}}{G}}=1,3\times 10^{28}\ {\rm {g\,cm}}^{-1}\,.}
Le Soleil a une masse de 2×1033 grammes, soit :
- 5×10-6 seconde ;
- 1,5×105 centimètres (soit 1,5 kilomètre).

En unités « géométrisées » une masse par unité de volume, ou « densité » (comme la désignent incorrectement les astrophysiciens) est le rapport d'une masse (en secondes) à un volume (en secondes au cube) et s'exprime donc en (secondes)-2. Les formules ci-dessus conduisent facilement aux règles de conversion suivantes :
{\displaystyle \rho _{\rm {(s^{-2})}}=G\rho _{\rm {(g.cm^{-3})}}\qquad {\text{;}}\qquad \rho _{\rm {(g.cm^{-3})}}={\frac {1}{G}}\rho _{\rm {(s^{-2})}}}

### Conséquences
Ainsi l'équation d'Einstein d'un univers de Friedmann s'écrit-elle en unités conventionnelles sous la forme :
{\displaystyle {\frac {1}{a_{conv}^{2}}}\left({\frac {\mathrm {d} a}{c\,\mathrm {d} t}}\right)^{2}+{\frac {1}{a^{2}}}=\left({\frac {8\pi G}{3c^{2}}}\right)\,\rho _{conv}}
où aconv s'exprime en centimètres et ρconv en g / cm3.

## Applications numériques
La leçon précieuse des équations d'un univers fini de Friedmann est que la masse d'un tel univers fixe sa taille et sa durée de vie totale, et réciproquement. Un seul paramètre A (disons l’âge de maturité, ou la masse) caractérise entièrement un univers de Friedmann. Cette quantité A représente à la fois le rayon de l'univers dans son état d'expansion maximale et sa masse totale et π A donne sa durée de vie complète du Big Bang au Big Crunch. Comme nous venons de préciser les facteurs de conversion entre unités conventionnelles et unités géométrisées, il est remarquablement intéressant de faire une application numérique.
Une masse de 1 seconde représente la masse de deux cent mille (soit 2×105) soleils. Une masse de une année, soit 3×107 secondes équivaut donc à 6×1012 masses solaires. Admettons qu'une galaxie moyenne dans notre Univers réel contienne une masse de cent milliards (1011) soleils. Donc une masse de une année vaut 60 galaxies moyennes. En chiffres ronds dix milliards d'années valent mille milliards de galaxies.
Conclusion : un univers de Friedmann dont l'âge de maturité A vaut 100 milliards d'années a une durée de vie totale π A égale à 300 milliards d'années et contient nécessairement dix mille milliards de galaxies.
La deuxième application numérique d'importance concerne le taux d'expansion de l'Univers, mesuré par la constante de Hubble H que nous avons écrite comme (1/a)(da/dt). Par habitude on mesure la constante de Hubble (qui d'ailleurs varie avec le temps !) en kilomètres-par-seconde par mégaparsec. On voit que H a les dimensions de l'inverse d'un temps. D'ailleurs l'inverse de la constante de Hubble est appelée temps de Hubble. Quel est le facteur de conversion entre les unités historiques habituelles et les unités de temps conventionnelles ? Calculons à quoi correspond comme inverse de temps la valeur de 100 (km/s)/Mpc sachant qu'un parsec vaut 3×1018 cm.
100 (km/s)/Mpc = 107 ( cm / s ) / 3 ×1024 cm = 1 / ( 3 ×1017 secondes )
Comme une année vaut 3×107 s, on en déduit la formule de conversion fort commode
100 ( km/s ) / Mpc = 1 / 10 milliards d'années
Autrement dit à une constante H de 100 (km/s)/Mpc correspond un temps de Hubble de 10  milliards d'années.
Il est remarquable que tous ces nombres touchent aux ordres de grandeur de ceux qui caractérisent notre Univers réel. En effet l'âge de notre Univers se situerait entre 10 et 20 milliards d'années. De même la constante de Hubble observée est comprise entre 50 et 100 (km/s)/Mpc. De même encore le contenu de matière dans la partie visible de notre Univers se mesure bien par un nombre de l'ordre de 1024 masses solaires (à des facteurs 10 ou 100 près).
On peut s'amuser à fabriquer un univers de Friedmann qui ressemblerait en ordres de grandeur à notre Univers réel. Voici un exemple d'application numérique possible basé sur les formules données plus haut (tout est fixé quand on s'est donné A et η).
| Paramètre                                                                 | Valeur du paramètre                                                    |
| ------------------------------------------------------------------------- | ---------------------------------------------------------------------- |
| Âge de maturité A et rayon maximum                                        | 175 milliards d'années                                                 |
| Masse totale                                                              | M = (c 3 G) (3π / 4) A = 1024 masses solaires, soit environ 2 × 1057 g |
| Durée de vie totale du Big Bang au Big Crunch                             | π A = 550 milliards d'années                                           |
| Distance paramétrique angulaire de l'horizon choisi comme « aujourd'hui » | η = 1                                                                  |
| Âge aujourd'hui                                                           | t = 14 milliards d'années                                              |
| Rayon de courbure aujourd'hui                                             | a = 40 milliards d'années                                              |
| Distance « instantanée » actuelle de l'horizon cosmologique               | a η = 40 milliards d'années                                            |
| Constante de Hubble aujourd'hui                                           | H = 50 (km / s) / Mpc                                                  |
| Temps de Hubble aujourd'hui                                               | H −1 = 20 milliards d'années                                           |
| Volume total aujourd'hui                                                  | 2 π2 a3 = 1087 cm3                                                     |
| Masse par unité de volume aujourd'hui ou densité actuelle                 | ρ = 5 × 10 -30 g / cm 3                                                |
| densité critique aujourd'hui                                              | ρc = 3,7 × 10 −30 g / cm 3                                             |
| Paramètre Ω aujourd'hui                                                   | Ω = (ρ / ρc) = 1,3                                                     |

## Pertinence du modèle
L'application numérique précédente relative à un univers de Friedmann éclaire sous un jour nouveau le problème de la platitude de l'espace. Ici la discussion porte sur notre Univers réel et se base sur des mesures. Le fait saillant est que lorsqu'on calcule le carré de la constante de Hubble observée et qu'on la multiplie par le facteur convenable pour la convertir en densité, on tombe sur une densité qui est proche en ordre de grandeur de la densité réelle observée. Comment se fait-il que le carré de la constante de Hubble soit si proche de la densité de matière dans l'univers ?
La constante de Hubble H observée est de l'ordre de 75 km s−1 Mpc−1. À ce nombre correspond la densité (3/8πG) H 2 = 10−29 g cm−3, quantité appelée densité critique ρc actuelle (exprimée en unités conventionnelles). La densité observée est de l'ordre d'un atome par mètre cube soit environ 10−30 g cm−3. Ces deux nombres sont comparables, d'autant que leur valeur est loin d'être connue avec précision. En reformulant l'interrogation posée ci-dessus, « pourquoi la densité réelle, actuelle, de notre Univers est-elle si proche de la densité critique (équivalente au carré du taux d'expansion H de Hubble) ? »
D'après une majorité de cosmologues faisant autorité, cette coïncidence est le résultat d'un exceptionnel ajustement de la densité de matière au carré du taux d'expansion. Cet argument est à la base du principe anthropique.
Dans le cadre d'un univers de Friedmann, l'égalité entre densité réelle et densité critique (3/8πG) H 2 est réalisée automatiquement car elle est incorporée d'office dans le modèle par les équations régissant ce dernier. La formule :
{\displaystyle \Omega ={\frac {\rho }{\rho _{c}}}=1+\left({\frac {\mathrm {d} a}{\mathrm {d} t}}\right)^{-2}~}
implique que le rapport Ω de la densité réelle à la densité critique est égal à l'unité aux premiers instants de l'univers, à la précision que l'on désire, dans la mesure où le rapport (dt/da), de l'ordre de (t/a), tend vers 0 quand le temps tend vers 0. Dans le modèle de Friedmann, l'égalité entre densité réelle et densité critique est naturelle.
On retiendra encore à l'actif du modèle fini de Friedmann l'absence de problème concernant les conditions aux limites du modèle, dans la mesure où ce dernier n'en possède pas.
En tant que théorie uniquement relativiste, ce modèle d'univers est incapable de décrire un univers complètement depuis sa naissance jusqu'à sa disparition. On ne peut certainement pas prétendre que le modèle fini de Friedmann représente la réalité dans tous ses détails, tout en remarquant la simplicité des explications qu'il donne.
Cependant, l'accord, qualitatif et quantitatif, entre cette description et les observations plaide certainement en faveur de la justesse de la relativité générale et de la théorie du Big Bang. En résumé on peut dire que notre Univers réel est certainement un « univers de Big Bang » — c'est-à-dire un modèle d'univers en expansion ayant une origine singulière.